# Johann Friedrich von Eschscholtz
Johann Friedrich von Eschscholtz, nemški botanik, zdravnik, zoolog in entomolog, * 1. november 1793, Dorpat (danes Tartu, Estonija), Rusko cesarstvo, † 19. maj 1831.
Študiral je na Univerzi v Dorpatu in tam kasneje tudi deloval kot izredni profesor anatomije ter direktor oddelka za zoologijo.
Udeležil se je dveh odprav okoli sveta in bil eden prvih naravoslovcev, ki so opisovali floro in favno (predvsem žuželke) pacifiških otokov, Aljaske in Kalifornije.